# Benigna Dávalos Villavicencio
Benigna Dávalos Villavicencio foi uma musicista e compositora equatoriana. Ela é mais conhecida pelo pasillo Angel de Luz, para o qual compôs tanto a letra quanto a música. A canção é conhecida no Peru como "Rayo de Luz" e foi popularizada pela dupla Las Limeñitas.
Os detalhes do seu nascimento e morte não são claros; acredita-se que ela tenha nascido em Riobamba por volta da virada do século 20 e morrido em Quito na década de 1960. Morava no bairro La Tola de Quito, onde era amiga de personalidades da cultura contemporânea como Benítez Valencia Duo, Rodrigo Barreno (diretor do Los Barrieros Ensemble), Marco Chiriboga Villaquirán, entre outros.
Em agosto de 2018 o Museu do Pasillo Equatoriano foi inaugurado; lá foi instalada uma estátua de Benigna Dávalos, estando entre as estátuas de outros quatro lendários compositores de pasillo.